# Una storia delle Ragged Mountains
Una storia delle Ragged Mountains (A tale of the Ragged Mountains, tradotto anche con Un racconto delle Ragged Mountains oppure I ricordi d'Augusto Bedloe) è un racconto scritto da Edgar Allan Poe e pubblicato per la prima volta nell'aprile del 1844 sul Godey's Lady's Book.

## Trama
Charlottesville, 1827. Il narratore introduce il signor Augusto Bedloe, che soffre di disturbi nevralgici e viene curato dal dottor Templeton attraverso le pratiche ipnotiche del mesmerismo. Una sera, ritornato da una passeggiata sulle vicine Ragged Mountains, Bedloe racconta d'aver vissuto un'esperienza simile a un sogno, che lo ha portato in una lontana città orientale, dove si era visto combattere e morire nel corso di una rivolta a causa di una freccia che gli aveva trapassato la tempia. Udita la storia, il dottor Templeton rivela ad Augusto che quei fatti si erano già verificati quarantasette anni prima a Benares, in India, quando un suo amico, l'ufficiale Oldeb era caduto in battaglia nello stesso identico modo.
Alcuni giorni dopo Augusto Bedloe muore a causa di una sanguisuga velenosa, che gli si era attaccata proprio sulla tempia.